# Czesław Bielejewski
Czesław Bielejewski (ur. 10 lipca 1924 w Małym Olżewie w dawnym powiecie lidzkim, zm. 4 marca 2021 w Warszawie) – oficer ludowego Wojska Polskiego, kawaler orderu Virtuti Militari.

## Życiorys
Urodził się w rodzinie Antoniego i Tekli z d. Konopiołko. Absolwent szkoły powszechnej w Białohrudzie i uczeń Gimnazjum i Liceum w Lidzie.
10 lutego 1940 wraz z całą rodziną został deportowany na Syberię. Od maja 1943 w szeregach 1 Dywizji Piechoty im. Tadeusza Kościuszki w której ukończył szkołę oficerską. Otrzymał awans do stopnia podchorążego i przydział do 2 pułku piechoty jako dowódca plutonu z którym przeszedł cały szlak bojowy jednostki. Brał m.in. udział w walkach i wyzwalaniu Warszawy i zdobyciu Berlina.
„Za wykazanie się wybitnym męstwem w walkach pod Jastrowem został odznaczony Krzyżem Srebrnym Orderu Virtuti Militari”.
Po zakończeniu wojny pozostał w wojsku jako żołnierz zawodowy. Ukończył Akademię Sztabu Wojska Polskiego i zajmował różne stanowiska w Sztabie Generalnym aż do czasu przejścia na emeryturę w 1981.
Zmarł w Warszawie i został pochowany na cmentarzu Wojskowym na Powązkach.

## Odznaczenia
- Krzyż Srebrny Orderu Virtuti Militari[4]
- Złoty Krzyż Zasługi[4]
- Srebrny Krzyż Zasługi[4]
- Krzyż Kawalerski Orderu Odrodzenia Polski[4]
- Krzyż Oficerski Orderu Odrodzenia Polski[4]
- Medal „Zasłużonym na Polu Chwały”[4]
- Medal za Warszawę 1939–1945[4]
- Medal za Odrę, Nysę, Bałtyk[4]
- Medal „Za udział w walkach o Berlin”[4]

## Wybrane publikacje
- Czesław Bilejewski: Biliśmy się o wolną Polskę. tygodnik przegląd pl. [dostęp 2022-05-16]. (pol.).
- Czesław Bilejewski: Ciche obchody zakończenia wojny. zzwp pl. [dostęp 2022-05-16]. (pol.).
- Czesław Bilejewski: Kłamstwa ppłk Lecha Kowalskiego. tygodnik przegląd pl. [dostęp 2022-05-16]. (pol.).
- Czesław Bilejewski: Bajkopisarze z IPN. tygodnik przegląd pl. [dostęp 2022-05-16]. (pol.).
- Czesław Bilejewski: Fałszywe wnioski historyków IPN. tygodnik przegląd pl. [dostęp 2022-05-16]. (pol.).
- Czesław Bilejewski: „Apolityczny” Prezes IPN. tygodnik przegląd pl. [dostęp 2022-05-16]. (pol.).
- Czesław Bilejewski: Niewygodne słowa. tygodnik przegląd pl. [dostęp 2022-05-16]. (pol.).
- Czesław Bilejewski: Zaskoczenie Kulikowa. tygodnik przegląd pl. [dostęp 2022-05-16]. (pol.).
- Czesław Bilejewski: Przemilczane zdania. tygodnik przegląd pl. [dostęp 2022-05-16]. (pol.).